# Portogallo ai Giochi della V Olimpiade
Il Portogallo partecipò ai Giochi della V Olimpiade che si sono svolti a Stoccolma dal 5 maggio al 27 luglio 1912, con una delegazione di 6 atleti impegnati in tre discipline.